# 奧克蘭 (緬因州)
奧克蘭（英語：Oakland）是一個位於美國緬因州肯納貝克縣的市鎮。

## 人口
根據2020年美國人口普查的數據，奧克蘭的面積為72.96平方千米，當中陸地面積為66.48平方千米，而水域面積為6.47平方千米。當地共有人口6230人，而人口密度為每平方千米85人。